# Suctotegeus philippinensis
Suctotegeus philippinensis är en kvalsterart som beskrevs av Corpuz-Raros 1991. Suctotegeus philippinensis ingår i släktet Suctotegeus och familjen Microtegeidae. Inga underarter finns listade i Catalogue of Life.